# Hercegnővirág
A hercegnővirág (Tibouchina) a mirtuszvirágúak (Myrtales) rendjébe tartozó  díszlevélfafélék (Melastomataceae) családjában a névadó  Melastomatoideae alcsalád egyik nemzetsége. legismertebb faja az ibolyafa (Tibouchina urvilleana), ami szerte a világon kedvelt dísznövény.

## Ismertebb fajok
- Tibouchina aspera
- Tibouchina benthamiana
- Tibouchina bicolor
- Tibouchina clavata
- Tibouchina clinopodifolia
- Tibouchina elegans
- Tibouchina gaudichaudiana
- Tibouchina gayana
- Tibouchina grandifolia
- Tibouchina granulosa
- Tibouchina heteromalla
- Tibouchina holosericea
- Tibouchina herbacea
- Tibouchina langsdorffiana
- Tibouchina laxa
- Tibouchina longifolia
- Tibouchina martialis
- Tibouchina maudhiana
- Tibouchina multiceps
- Tibouchina multiflora
- Tibouchina mutabilis
- Tibouchina organensis
- Tibouchina pulchra
- Tibouchina regnellii
- Tibouchina sellowiana
- Tibouchina semidecandra
- Tibouchina stenocarpa
- Tibouchina ursina
- ibolyafa (Tibouchina urvilleana)
- Tibouchina viminea
- Tibouchina violacea
- Tibouchina weddellii